# Ладанська селищна рада
Ладанська се́лищна ра́да — адміністративно-територіальна одиниця та орган місцевого самоврядування у Прилуцькому районі Чернігівської області. Адміністративний центр — селище міського типу Ладан.

## Загальні відомості
Ладанська селищна рада утворена у 1920 році.
- Територія ради: 99,14 км²
- Населення ради: 7 731 особа (станом на 2001 рік)

## Населені пункти
Селищній раді підпорядковані населені пункти:
- смт Ладан
- с.Подище

## Склад ради
Рада складається з 30 депутатів та голови.
- Голова ради: Череп Віктор Миколайович
- Секретар ради: Нестеренко Наталія Степанівна

### Керівний склад попередніх скликань
| Прізвище, ім'я, по батькові    | Основні відомості                                                | Дата обрання | Дата звільнення |
| ------------------------------ | ---------------------------------------------------------------- | ------------ | --------------- |
| Стеценко Святослав Васильович  | Селищний голова, 1968 року народження                            | 26.03.2006   | 31.10.2010      |
| Островерхий Віталій Леонідович | Селищний голова, 1961 року народження, освіта вища, безпартійний | 31.10.2010   | 23.10.2013      |
| Череп Віктор Миколайович       | Селищний голова, 1967 року народження, освіта вища, безпартійний | 25.05.2014   |                 |

Примітка: таблиця складена за даними сайту Верховної Ради України

### Депутати
За результатами місцевих виборів 2010 року депутатами ради стали:

#### За суб'єктами висування
| Суб'єкт висування            | Кількість обраних депутатів | %    |
| ---------------------------- | --------------------------- | ---- |
| Самовисування                | 28                          | 93,3 |
| Соціалістична партія України | 2                           | 6,7  |

#### За округами
| № округу                     | Прізвище, ім'я, по батькові      | Дата визнання обраним | Освіта             | Партійна приналежність                        | Відомості про обраного депутата                                  |
| ---------------------------- | -------------------------------- | --------------------- | ------------------ | --------------------------------------------- | ---------------------------------------------------------------- |
| Соціалістична партія України |                                  |                       |                    |                                               |                                                                  |
| 9                            | Сукало Віктор Васильович         | 02.11.2010            | середня            | член Соціалістичної партії України            | тимчасово не працює                                              |
| 21                           | Терещенко Микола Іванович        | 02.11.2010            | середня            | член Соціалістичної партії України            | ТОВ "ВП"Пожспецмаш", електромонтер                               |
| Самовисування                |                                  |                       |                    |                                               |                                                                  |
| 1                            | Наумова Галина Василівна         | 02.11.2010            | середня            | позапартійна                                  | тимчасово не працює                                              |
| 2                            | Осипенко Ірина Віталіївна        | 02.11.2010            | вища               | позапартійна                                  | Ладанська гімназія, вчитель                                      |
| 3                            | Шестакова Євгенія Іванівна       | 02.11.2010            | середня            | позапартійна                                  | пенсіонер                                                        |
| 4                            | Дзигало Валерій Миколайович      | 02.11.2010            | вища               | позапартійний                                 | ТОВ "ВП"Пожспецмаш", керівник РЕС                                |
| 5                            | Маслик Наталія Віталіївна        | 02.11.2010            | вища               | член Партії регіонів                          | Ладанська філія ППЛ, інспектор відділу кадрів                    |
| 6                            | Литовченко Людмила Миколаївна    | 02.11.2010            | вища               | позапартійна                                  | Ладанська селищна рада, керівник філії ПРЦСССДМ                  |
| 7                            | Бульба Валерій Вікторович        | 02.11.2010            | вища               | позапартійний                                 | підприємець                                                      |
| 8                            | Коваль Тетяна Петрівна           | 02.11.2010            | середня            | позапартійна                                  | ТОВ "ВП"Пожспецмаш", начальник відділу нормування і ППР          |
| 10                           | Дорожа Валентина Борисівна       | 02.11.2010            | середня            | позапартійна                                  | ТОВ "ВП"Пожспецмаш", начальник ВДБ                               |
| 11                           | Череп Віктор Миколайович         | 02.11.2010            | вища               | позапартійний                                 | Ладанська селищна рада, заступник голови                         |
| 12                           | Борода Анатолій Миколайович      | 02.11.2010            | середня            | позапартійний                                 | ТОВ "ВП"Пожспецмаш", водій                                       |
| 13                           | Іващенко Валерій Миколайович     | 02.11.2010            | вища               | позапартійний                                 | ТОВ "ВП"Пожспецмаш", начальник цеху                              |
| 14                           | Діденко Анатолій Миколайович     | 02.11.2010            | середня спеціальна | член Партії регіонів                          | ТОВ "ВП"Пожспецмаш", токар                                       |
| 15                           | Сидоренко Віталій Володимирович  | 02.11.2010            | вища               | позапартійний                                 | підприємець                                                      |
| 16                           | Удовенко Олександр Іванович      | 02.11.2010            | вища               | позапартійний                                 | приватний підприємець                                            |
| 17                           | Іваненко Людмила Михайлівна      | 02.11.2010            | вища               | член Всеукраїнського об'єднання «Батьківщина» | ТОВ "ВП"Пожспецмаш", начальник відділу кадрів                    |
| 18                           | Євтушенко Світлана Вікторівна    | 02.11.2010            | середня            | позапартійна                                  | ТОВ "ВП"Пожспецмаш", інженер-технолог                            |
| 19                           | Прокопенко Тетяна Михайлівна     | 02.11.2010            | середня            | позапартійна                                  | ТОВ "ВП"Пожспецмаш", інженер з ОНП, економіст                    |
| 20                           | Клименко Олег Станіславович      | 02.11.2010            | середня спеціальна | позапартійний                                 | Ладанська РЛ № 2, фельдшер                                       |
| 22                           | Нестеренко Наталія Степанівна    | 02.11.2010            | вища               | позапартійна                                  | Ладанська селищна рада, секретар виконкому                       |
| 23                           | Котенко Наталія Миколаївна       | 02.11.2010            | вища               | член Партії регіонів                          | Прилуцьке управління ветеринарної медицини, заступник начальника |
| 24                           | Клименко Олександр Станіславович | 02.11.2010            | середня            | позапартійний                                 | Ладанська селищна рада, інспектор ВУС                            |
| 25                           | Чистік Олександр Іванович        | 02.11.2010            | середня            | позапартійний                                 | ТОВ "ВП"Пожспецмаш", начальник цеху                              |
| 26                           | Горбань Анатолій Петрович        | 02.11.2010            | середня            | позапартійний                                 | приватний підприємець                                            |
| 27                           | Самарський Олександр Васильович  | 02.11.2010            | вища               | позапартійний                                 | ТОВ "ВП"Пожспецмаш", начальник дільниці                          |
| 28                           | Клочко Антоніна Миколаївна       | 02.11.2010            | середня спеціальна | позапартійна                                  | Ладанська РЛ № 2, медсестра                                      |
| 29                           | Тищенко Наталія Миколаївна       | 02.11.2010            | середня            | позапартійна                                  | ДП «Пожспецмаш», начальник ВДБ                                   |
| 30                           | Бочелюк Петро Миколайович        | 02.11.2010            | середня спеціальна | позапартійний                                 | Свято-Михайлівська церква с. Подище, настоятель                  |